# Biton ehrenbergii
Biton ehrenbergii es una especie de arácnido  del orden Solifugae de la familia Daesiidae.

## Distribución geográfica
Se encuentra en Europa y en África.